# Peso convertible
Der Peso convertible (spanisch peso cubano convertible), ISO-Code: CUC (ausgesprochen: [sə ʊ sə], seltener: [kuk]), war bis zum Jahr 2020 neben dem Kubanischen Peso eine von zwei Währungen in Kuba. Er war 1994 ursprünglich als einheimische Alternative zum 1993 auf Kuba legalisierten US-Dollar eingeführt worden, an dessen Wert er gebunden war. Bis zu seiner Abschaffung zum Jahreswechsel 2020/2021 diente er als Verrechnungseinheit zwischen kubanischen Unternehmen sowie als Zahlungsmittel beispielsweise in Geschäften für höherwertige Konsumartikel. Auch der Peso convertible wurde in 100 Centavos unterteilt. Entgegen seinem Namen war der Peso convertible nicht frei konvertierbar, sondern konnte nur in staatlichen Banken und Wechselstuben innerhalb Kubas legal getauscht werden.
Im Oktober 2013 verkündete die Regierung, einen Plan zur Zusammenführung der beiden parallel verwendeten Währungen verabschiedet zu haben. Angaben zur erwarteten Dauer dessen Umsetzung machte sie dabei jedoch nicht. Jedoch stellte ein im März 2014 veröffentlichtes Gesetz klar, dass im Zuge der Währungskonsolidierung der Peso convertible abgeschafft werden wird.
Am 24. November 2020 beschloss das kubanische Parlament das Gesetz zur Abschaffung des Peso convertible zum Jahresende 2020. Dieses wurde vom Staatsrat gebilligt, am 10. Dezember 2020 im Amtsblatt veröffentlicht und trat damit in Kraft. Als Ersatz wurde die rein digitale Währung Moneda Libremente Convertible (MLC) eingeführt.

## Stückelungen und Gestaltung der Banknoten
Es sind Banknoten zu 1, 3, 5, 10, 20, 50 und 100 Pesos Convertibles im Umlauf, daneben gibt es Münzen mit den Werten 1, 5, 10, 25 und 50 Centavos, sowie 1 und 5 Pesos Convertibles.
Auf den Vorderseiten der Geldscheine sind jeweils Denkmäler kubanischer Nationalhelden abgebildet. Auf den Rückseiten sind seit der Neuauflage vom Dezember 2006 Ereignisse aus der kubanischen Geschichte symbolisch dargestellt. Die Banknoten der ersten Auflage (1994–2006) tragen davon abweichend eine einheitliche Darstellung des kubanischen Staatswappens auf der Rückseite.
- 1 Peso convertible: José-Martí-Denkmal in Havanna und Tod Martís im Gefecht.
- 3 Pesos convertibles: Che-Guevara-Denkmal in Santa Clara und Schlacht um Santa Clara.
- 5 Pesos convertibles: Antonio-Maceo-Denkmal in Havanna und Protest von Baraguá.
- 10 Pesos convertibles: Máximo-Gómez-Denkmal in Havanna und „Energierevolution“.
- 20 Pesos convertibles: Camilo-Cienfuegos-Denkmal in Yaguajay und „Operación Milagro“.
- 50 Pesos convertibles: Calixto-García-Denkmal in Havanna und „Schlacht der Ideen“.
- 100 Pesos convertibles: Carlos-Manuel-de-Céspedes-Denkmal in Havanna und „Bolivarianische Allianz für Amerika“.

## Geschichte
Als die kubanische Wirtschaft nach dem Zusammenbruch der Sowjetunion in eine schwere Krise geriet, entschloss sich die kubanische Regierung 1993, den US-Dollar als Zahlungsmittel zu legalisieren. Sie akzeptierte damit die Tatsache, dass die US-Währung auf dem für das kubanische Volk immer wichtigeren Schwarzmarkt für knapp gewordene Güter längst etabliert war. Zwischen 1989 und 1993 war der Straßenkurs des Dollars von 7 auf bis zu 160 Pesos angestiegen. Gleichzeitig benötigte der Staat dringend Devisen für seine Importe, nachdem die Handelsbeziehungen mit den ehemaligen RGW-Staaten weitgehend weggefallen waren. Dem Dollar wurde im Jahre 1994 der Peso convertible als einheimische Devisenwährung entgegengestellt.
Die Touristen, deren Zahl in den 1990er Jahren stark zunahm, mussten nun (fast) alles in Dollar zahlen. Auf diese Weise sicherte sich der Staat eine ständig sprudelnde Devisenquelle. Für Touristen, Diplomaten und mit spezieller Berechtigung ausgestattete Kubaner entstanden ähnlich den Intershops in der DDR Dollarläden, in denen sogenannte „Luxuswaren“ (Waren, die nicht oder nur selten im Libreta-System erhältlich sind) gegen Devisen zu kaufen waren. Später wurde es auch der Allgemeinheit erlaubt, dort einzukaufen. Da es dort viele Waren gab, die in den normalen Peso-Läden nicht oder nicht mehr erhältlich waren, entstand eine gegenüber dem einheimischen Peso stärkere Parallelwährung. Tabak- und Zuckerrohrarbeiter bekamen eine Zeit lang einen Teil ihres Lohns in Dollar ausgezahlt.
Im Jahr 2004 wurde der US-Dollar als gültiges Zahlungsmittel in Kuba abgeschafft, sein Besitz blieb jedoch legal. Seinen Platz nahm nun vollständig der Peso convertible ein. Offiziell wurde dies mit der „Bandentätigkeit des US-Imperiums gegen Kuba“ (Castro) begründet. Vordergründiges Motiv dürfte aber die bessere Ausschöpfung von Devisenquellen gewesen sein, da nunmehr kein Umtausch der in Kuba gültigen Zahlungsmittel im Ausland erfolgen konnte und nun entsprechende Transaktionsgebühren ausschließlich kubanischen Banken zufließen konnten. Am 8. November wurde der Wechsel vollzogen: Alle Bankguthaben wurden an diesem Tag ohne Abschläge in CUC umgewandelt. In der Praxis bedeutete die Umstellung jedoch eigentlich nur eine Namensänderung: Das Zwei-Währungssystem wurde beibehalten.
Im Oktober 2013 veröffentlichte die kubanische Regierung eine Erklärung, in der sie die Zusammenführung der beiden parallel existierenden kubanischen Währungen ankündigte, ohne jedoch konkrete Angaben zur zeitlichen Umsetzung der dafür notwendigen Maßnahmen zu machen. Der Ministerrat habe einen Zeitplan verabschiedet, hieß es in der zuerst in Granma, dem offiziellen Organ der Kommunistischen Partei Kubas, veröffentlichten Erklärung. Die erste Phase betreffe lediglich die Unternehmen im Bereich der Buchführung. Als eine auch die Bevölkerung betreffende praktische Maßnahme werde probeweise in ausgewählten, bisher ausschließlich konvertible Pesos (CUC) akzeptierenden staatlichen Geschäften die Möglichkeit eingeführt, den Kaufpreis zum Umrechnungskurs von 25:1 in kubanischen Pesos (CUP) zu bezahlen. Bereits 2008 hatte Raúl Castro nach offizieller Übernahme des Präsidentenamts erstmals öffentlich von seiner Absicht zur allmählichen Abschaffung des Zwei-Währungs-Systems gesprochen. Er sagte damals, dies erfordere etwa vier oder fünf Jahre. In den auf dem VI. Parteitag der PCC im April 2011 beschlossenen „Leitlinien zur wirtschaftlichen und sozialen Politik“ war das Ende der Währungsdualität dann als Ziel definiert worden. Die Leitlinien sind das Orientierungsgerüst der unter Raúl Castro angestoßenen Neuausrichtung des kubanischen politischen und wirtschaftlichen Systems nach dem krankheitsbedingten Abtritt des Revolutionsführers Fidel Castro, der das Land von 1959 bis 2006 gelenkt hatte.
Am 10. Dezember 2020 kündigte Kubas Staatspräsident Miguel Díaz-Canel an, die Landeswährung (kubanische Peso) und den CUC zum 1. Januar 2021 in einer „Währungs- und Wechselkursvereinheitlichung“ zusammenzuführen. Der Wechselkurs wurde auf 24 kubanische Pesos für einen US-Dollar festgelegt. Zu diesem Kurs wurde zuvor der Peso convertible, der ein Tauschverhältnis von 1:1 zum US-Dollar hatte, in Pesos cubanos getauscht. Danach konnte man mit dem CUC noch eine Zeitlang in ausgewählten Geschäften bezahlen. Die Umtauschfrist für Bargeld endete am 30. Dezember 2021. Der Peso Convertible wurde jedoch nicht wirklich abgeschafft, sondern durch die rein digitale Währung Moneda Libremente Convertible (MLC) ersetzt.

## Wechselkurse
Der Peso convertible ist an den Kurs des US-Dollars (USD) gekoppelt. Zunächst war das Verhältnis 1:1. Am 9. April 2005 wurde der CUC dem Dollar gegenüber auf 1:1,08 aufgewertet. Vom Betrag in CUC wird eine Umtauschgebühr von 3 % abgezogen, so dass der Umtauschkurs bei 1:1,11341 lag. Dieser kann aber von Bank zu Bank leicht variieren. Seit dem 14. März 2011 gilt wieder ein paritätischer Wechselkurs von 1:1 zwischen dem Dollar und dem CUC. Damit sollen Importe verteuert und der Binnenmarkt gestärkt werden.
Die Wechselkurse der anderen Währungen (beispielsweise des Euros) zum Peso convertible errechnet sich dementsprechend aus ihrem aktuellen Tageskurs zum US-Dollar sowie dem fixen Tauschverhältnis USD/CUC. Bargeld in US-Dollar wird von kubanischen Banken, im Gegensatz zu anderen Fremdwährungen, mit einem zusätzlichen Abschlag von 10 % aufgekauft.
Da der Peso convertible keine auf den internationalen Devisenmärkten gehandelte Währung ist, erfolgt bei Kreditkarten-Zahlungen (Eurocard/Mastercard und Visa) die Abrechnung in US-Dollar. Dazu wird der bezahlte Warenpreis bzw. der von der kubanischen Bank ausgezahlte Barbetrag in der Kreditkartenabrechnung in US-Dollar umgerechnet.
Zum Zeitpunkt der Dollar-Legalisierung im Sommer 1993 wurde der Umtauschkurs zum kubanischen Peso mit 130 für einen Dollar festgelegt. Der Entwertungsprozess der ursprünglichen Währung konnte anschließend aufgehalten werden und die kubanische Wirtschaft erholte sich langsam vom Tiefpunkt ihrer Krise. Der seit 1993 niedrigste Ankaufkurs für Dollar lag in den staatlichen CADECA-Wechselstuben zwischen April und Juli 1998 bei 19 Pesos Cubanos. Seit März 2005 ist der Wechselkurs zwischen dem Peso convertible und Peso Cubano auf 1:24 (Ankauf von CUC) bzw. 1:25 (Verkauf) festgeschrieben, nachdem er zuvor zuletzt bei 1:26/1:27 gelegen hatte.  Trotz der politischen Schwerpunktsetzung unter der Führung Raúl Castros auf die Stärkung der kubanischen Wirtschaft seit 2008 konnte noch keine wesentliche Verbesserung der Gesamtlage verzeichnet werden, die eine angestrebte Aufwertung des Peso Cubano gegenüber dem Peso Convertible ermöglichen würde. In der volkswirtschaftlichen Gesamtrechnung wird eine Relation von 1:1 zwischen beiden Währungen angesetzt.